# Пантиляте
Пантиля̀те (на италиански: Pantigliate, на западноломбардски: Pantiià, Пантийя) е градче и община в Северна Италия, провинция Милано, регион Ломбардия. Разположено е на 102 m надморска височина. Населението на общината е 5844 души (към 2013 г.).